# Beta Angle

Beta Angle

Der Beta Angle {\displaystyle \beta } (deutsch: Beta-Winkel) ist eine Größe aus dem Raumflug. Der Beta Angle bestimmt zusammen mit der Bahnhöhe die Zeit, während der ein Satellit in der Erdumlaufbahn direktem Sonnenlicht ausgesetzt ist. Dies hat Auswirkung auf die Energie, die durch Solarzellen aufgenommen werden kann, sowie auf die Aufheizung des Satelliten durch die Sonne.
Der Beta Angle ist definiert als (der kleinere der beiden) Winkel zwischen der Bahnebene des Objekts und dem Vektor von der Sonne zum Objekt, d. h. der Richtung, aus der die Sonne scheint.